# Unterseeboot 40 (1939)
Pour les articles homonymes, voir Unterseeboot 40.
Le Unterseeboot 40 (ou U-40) est un sous-marin allemand (U-Boot) de type IX construit pour la Kriegsmarine pendant la Seconde Guerre mondiale.
Il est commandé dans le cadre du plan Z le 29 juillet 1936 en violation du traité de Versailles qui proscrit la construction de ce type de navire par l'Allemagne.

## Présentation
Mis en service le 11 février 1939, l'Unterseeboot 40 est affecté à la flottille de combat Unterseebootsflottille Handius à Kiel.
Il part du port de Wilhelmshaven pour sa première patrouille le 19 août 1939, aux ordres du Kapitänleutnant Werner von Schmidt. Après trente-et-un jours de mer, il retourne à Wilhelmshaven qu'il atteint le 18 septembre 1939
Sa deuxième patrouille démarre du port de Wilhelmshaven le 10 octobre 1939 sous les ordres du Kapitänleutnant Wolfgang Barten. Après quatre jours en mer, l'U-40 est coulé le 13 octobre 1939 dans la Manche au large de Calais à la position géographique de 50° 41′ 06″ N, 0° 15′ 01″ E, par collision avec une mine britannique.

45 membres d'équipage meurent dans ce naufrage, pour trois survivants qui sont faits prisonniers.

## Affectations successives
- Unterseebootsflottille Handius du 11 février au 31 août 1939 (service actif)
- 6. Unterseebootsflottille du 1er septembre au 13 octobre 1939 (service actif)

## Commandement
- Kapitänleutnant Werner von Schmidt du 11 février 1939 au 20 septembre 1939
- Kapitänleutnant Wolfgang Barten du 21 septembre 1939 au 13 octobre 1939

## Patrouilles
|       | Commandant                | Départ          | Départ        | Arrivée           | Arrivée       | Jours    | Succès |
| ----- | ------------------------- | --------------- | ------------- | ----------------- | ------------- | -------- | ------ |
| 1     | Kptlt. Werner von Schmidt | 19 août 1939    | Wilhelmshaven | 18 septembre 1939 | Wilhelmshaven | 31 jours |        |
| 2     | Kptlt. Wolfgang Barten    | 10 octobre 1939 | Wilhelmshaven | 13 octobre 1939   | Coulé         | 4 jours  |        |
| Total | Total                     | Total           | Total         | Total             | Total         | 35 jours | 0 t    |

Note : Kptlt. = Kapitänleutnant

## Navires coulés
L'Unterseeboot 40 n'a ni coulé, ni endommagé de navire au cours des deux patrouilles qu'il effectua.

### Référence
1. ↑  (en) « Uboat.net », sur uboat.net (consulté le 11 avril 2023).

### Source
- (en) Cet article est partiellement ou en totalité issu de l’article de Wikipédia en anglais intitulé « German submarine U-40 (1938) » (voir la liste des auteurs).